# Performativité
La performativité est le fait, pour un signe linguistique (énoncé, phrase, verbe, etc.) de réaliser lui-même ce qu'il énonce ; on dit alors que le signe est « performatif ». Le fait d'utiliser un de ces signes fait advenir une réalité.
Par exemple, lors du jugement d’un accusé, la sentence décidée par le juge déterminera l’avenir de l’individu ; il deviendra soit « coupable », soit « innocent », la sentence sera donc « performative », les deux mots ayant un impact considérable sur l’identité de l’interlocuteur. On peut également énoncer la phrase « Je vous déclare unis par les liens du mariage », phrase performative qui intègre les conjoint(e)s dans le régime du mariage.
Émile Benveniste note qu'il s'agit avant tout de pragmatique, la performativité dépendant du locuteur et des circonstances et non de la langue seule.
Peter L. Berger, sociologue et théologien américain, considère ce type de système comme des constructions sociales. En effet, celui-ci peut « fournir une interprétation totale de la réalité ». En parlant de performativité, il faut ainsi prêter une certaine attention aux contextes dans lesquels se produit l’énonciation.

## Thèmes et auteurs de la performativité

### John Searle
Dans La Construction de la réalité sociale (1995), le philosophe du langage américain John Searle affirme de façon généralisée que les actes de langage fabriquent les réalités sociales, distinctes des réalités naturelles (physiques, etc.), et sur lesquelles reposent des institutions (religieuses, civiles) et des conventions (jeux). Pour Searle, le performatif n’est que la façade linguistique de quelque chose de plus profond : la construction des réalités sociales. Cette façade linguistique peut être interprétée à la manière dont Guillaume Courty envisage le langage, c’est-à-dire en tant que cadres des connaissances. Cet auteur se réfère alors à Peter L. Berger et Thomas Luckmann quand ils affirment que « tout corps de connaissances en vient à être socialement établi en tant que réalité. » Ces deux auteurs envisagent et prônent une sociologie dont le langage ne doit pas légitimer l’ordre existant.
Toutes les choses qui existent en tant qu’institutions, à tous les niveaux de la vie sociale, sont des constructions qui se réalisent à travers des activités performatives fondamentales. La parole permet donc de réaliser des créations et de leur donner une véritable fonction sociale. Un billet de banque n’existe que parce que l’on dit et l’on croit que l’argent existe. De même un leader politique ou un professeur d’université ne peuvent remplir leurs fonctions que par la reconnaissance orale collective d’un statut. En effet, selon Peter L. Berger l’identité est tout sauf naturelle, elle est entretenue par « des actes de reconnaissance sociale ». C’est ainsi que pour cet auteur, la société crée les individus dont elle a besoin, et il rejette donc le fait de penser que la société a « les hommes qu’elle mérite ». Outre les exemples du leader politique ou du professeur, on peut également se référer à l’illustration mise en avant par ce sociologue, celle d’un individu qui devient prisonnier du jour au lendemain. S’il n’y a pas cette reconnaissance sociale autour de lui pour lui rappeler son identité antérieure à l’emprisonnement, il va alors se comporter, se conformer à sa nouvelle identité de prisonnier. De la même façon qu’avec le phénomène de la performativité, on retrouve le fait de produire une réalité.
Toute réalité sociale repose sur des actes performatifs et des « croyances partagées », c’est-à-dire, les représentations collectives qui façonnent nos manières de penser à l’échelle individuelle, et ce, souvent inconsciemment. Ainsi les idées, la pensée sont contrôlées par le contexte social et culturel, et en sont partiellement dépendantes. Et c’est un des fondements de la sociologie de la connaissance selon Peter L Berger. En effet, celle-ci « rejette l’idée fausse selon laquelle la pensée se produit indépendamment du contexte social dans lequel des hommes particuliers pensent des choses particulières. »

### Le genre
Par son analyse de la performativité de genre, la philosophe et féministe américaine Judith Butler va aller encore au-delà de Searle, qui s’en tenait aux grandes institutions civiles, religieuses, sociales et familiales, pour parler de la construction du genre, de l’identité sexuelle des individus. Le genre étant un processus de construction sociale de la différence des sexes. C’est également un processus producteur de catégorisation (masculin, féminin) et, par là même, de hiérarchisation sociale. Le genre différencie ainsi les femmes et les hommes à partir de leurs caractéristiques socioculturelles. La distinction de genre ne se limite donc pas à la simple distinction de sexe. Les distinctions sociales, culturelles doivent être prises en compte tout comme la contextualisation. En effet, le genre se fabrique certes, institutionnellement mais également culturellement[réf. souhaitée].
Dans Gender Trouble, paru en 1990 et traduit sous le titre Trouble dans le genre, Judith Butler approfondit la notion de performativité. Butler affirme que l’identité sexuelle est une construction performative : elle soutient que, au-delà des différences biologiques naturelles, l’identité du genre (femme ou homme) est une construction sociale, qui se fait par la performativité, dans un but de reconnaissance sociale. Elle s’appuie sur l’exemple des drag queens pour son argumentation. Elle affirme que, si des drag queens jouent à être d’un sexe qui n’est pas le leur biologiquement, cela signifie aussi que les personnes qui sont d’un sexe « naturel » en performent aussi le genre, sans le savoir. C’est une théorie radicale, qui, à partir d’un cas apparemment marginal, éclaire la norme pour mettre en évidence une pratique inconsciente[réf. souhaitée].
La performativité de Butler va au-delà du langage : elle inclut non seulement la façon de parler, mais aussi les comportements, les attitudes et les gestes par lesquels l’individu performe un genre, féminin ou masculin, et se conforme au modèle « femme » ou « homme » construit par la société. Ces modèles apparaissent dès le plus jeune âge : le « jeu » est créé par l’éducation, les contraintes, l’identification. Je deviens « garçon » (indépendamment de mon sexe biologique) dès lors que je me comporte comme un garçon, que je joue à être un garçon : je me bagarre, je deviens une terreur, un dur, je joue au camion, j’évite le rose. Toute sa vie, le garçon ne fait que répéter des gestes, des postures, des mots, qui sont ceux du genre garçon. Selon cette théorie des rôles, c’est la performance, c’est-à-dire le fait de « jouer » au garçon, et l’itération, soit la répétition constante au point qu’elle devient inconsciente et spontanée, qui fait qu’on est garçon. Peter L. Berger approfondit cette théorie de rôle et en donne une définition simple : le rôle est une réponse type à une attente type. C’est donc une « typologie de base définie par avance par la société ». Il prête donc ici attention au langage du théâtre, auquel est emprunté le concept de rôle. Pour lui, la pièce de théâtre constitue la société, fournissant un texte à chacun des individus qui la composent ; ceux-ci sont alors les personnages de la pièce. Un lien peut être fait ici avec l’analyse théorique de Georges Herbert Mead, sociologue et psychosociologue américain, selon laquelle l’enfant se découvre tout en découvrant ce qu’est la société, et ce, via le processus de socialisation. La découverte de soi se confond ainsi avec l’apprentissage des normes sociétales. Judith Butler insiste sur l’analyse de la simultanéité des expériences de genre, de classe, de race, et ainsi, sur le fait de ne pas privilégier un élément au détriment des autres, ce qu’elle a pu reprocher aux études féministes. La socialisation permet, en un sens, de saisir cette simultanéité[réf. souhaitée].
Butler exprime ses idées en s’appuyant sur les notions de performativité venues d’Austin et de Searle. Dans le cas de la séance ouverte, il n’y a pas d’être, c’est le locuteur, qui fait être ; la séance n’est pas quelque chose qui est, mais qui le devient lorsque le locuteur le dit. Butler généralise cette idée en affirmant qu’il en est de même pour le genre : pour elle, il n’y a donc pas d’homme ni de femme, mais des performances féminines, masculines, transgenres. Il faut prendre en compte le fait qu’il se trouve plus difficile de devenir transgenre que transsexuel car on est justement au cœur de la construction sociale, en étant confrontés aux valeurs sociales sur le genre, et à la morale[réf. souhaitée].
L’identité ne serait-elle alors qu’un jeu de rôles théâtral ? Pour Judith Butler, interpréter n’est pas seulement « jouer à ». Quand on interprète un rôle, on devient ce que ce rôle sous-tend ; cela affecte notre être, notre réalité, au double sens du terme perform en anglais, qui veut à la fois dire « jouer, faire une représentation » sur scène et « accomplir ». Cela signifie qu’il ne suffit pas de se déguiser en garçon pour être garçon : il faut produire complètement l’identité sociale garçon et véritablement y adhérer dans la durée[réf. souhaitée].

### L'économie
Un groupe de spécialistes de la sociologie économique ont repris à leur compte le concept de performativité dans l'objectif d'étudier le rôle des économistes dans la construction du monde social. Ce projet se forme à partir de l'ouvrage collectif dirigé par Michel Callon, et donne naissance à une vaste littérature.
L'idée majeure en est que les économistes au sens large constituent aujourd'hui le cœur de l'activité économique dans la mesure où ils participent à la construction technique des marchés. Ceci est par exemple le cas de la finance, où les outils informatiques omniprésents intègrent des algorithmes de calcul directement issus des théories financières. Il ne s'agit toutefois plus d'actes de parole (speech acts) au sens où ceux-ci, pour être valides, engagent la subjectivité considérée comme « libre » et « indéterminable exhaustivement » comme le rappelait Jacques Derrida.
La thèse de la performativité appliquée à l'économie a été critiquée par Nicolas Brisset dans son ouvrage Economics and performativity, ainsi que dans plusieurs articles. L'auteur défend le caractère exagérément relativiste de cette théorie, tout en tentant de redéfinir la notion de performativité en utilisant une approche inspirée des travaux de David Lewis. Selon cette analyse, il faudrait comprendre les conditions permettant à une théorie économique de participer à la construction du monde sociale. Brisset revendique par là un "retour à Austin". Le travail de Brisset a été vivement critiqué par Fabien Muniesa.

### Le management
Le management s'est également emparé du concept de performativité en s'appuyant sur ses différentes conceptualisations (Austin, Barad, Barnes, Butler, Callon, Derrida, Lyotard, etc.).
Dans l'étude des théories de management, la performativité permet de montrer comment les acteurs organisationnels utilisent les théories, comment les théories produisent des effets sur les pratiques organisationnelles et comment ces effets permettent de façonner les pratiques.
Par exemple, en s'appuyant sur la perspective de Michel Callon, le concept de performativité a été utilisé pour montrer comment le concept de Stratégie Océan Bleu a transformé les pratiques organisationnelles.
Si Austin étend la notion de performativité au fil de ses conférences (en se demandant si, finalement, toutes les énonciations ne sont pas performatives), il tente de préciser celle-ci entre actes locutoires, illocutoires et perlocutoires, mais il n'est pas convaincu par sa propre tentative qu'il nomme « peu claire ». Souvent comprise après Austin comme acte institutionnel (et non engagement singulier), la performativité est reprise dans les années 2000 dans plusieurs domaines des sciences sociales, notamment en sciences de l'organisation et dans les développements de la théorie de l'acteur-réseau à propos de la science économique. Il s'agit sans doute de dérives du sens du performatif qui s'éloignent de l'intention explicite de son inventeur[réf. souhaitée].

## Performance studies
Les Performance studies (en) font réapparaitre, la notion de performativité est reprise en philosophie, au théâtre, en littérature par l'autofiction. Austin considére l'énonciation produite dans ces cadres d'échange indirect comme un « étiolement » de l'acte performatif, à la manière du langage KQML dans le cadre militaire des systèmes multi-agents.